# Корабль морской охраны проекта 58160
Корабль морской охраны проекта 58160 «Коралл» — серия украинских патрульных катеров. Предназначены для охраны государственной границы и особой экономической зоны, участия в борьбе с организованной преступностью и нелегальной миграцией, участия в поисково-спасательных операциях. 
Спроектированы николаевским государственным предприятием «Исследовательско-проектный центр кораблестроения».

## Строительство
Головной корабль проекта был заложен на заводе "Море" 9 октября 2012 года. После присоединения Крыма к России недостроенный корабль находится на заводе "Море" в Феодосии.